# Hypopyra absentimacula
Hypopyra absentimacula är en fjärilsart som beskrevs av Embrik Strand 1914. Hypopyra absentimacula ingår i släktet Hypopyra och familjen nattflyn. Inga underarter finns listade i Catalogue of Life.